# Bollate
Bollate – miasto i gmina we Włoszech, w regionie Lombardia, w prowincji Mediolan.
Według danych na rok 2004 gminę zamieszkiwały 46 244 osoby, 3082,9 os./km².